# Parc archéologique de Néapolis
Pour les articles homonymes, voir Néapolis.

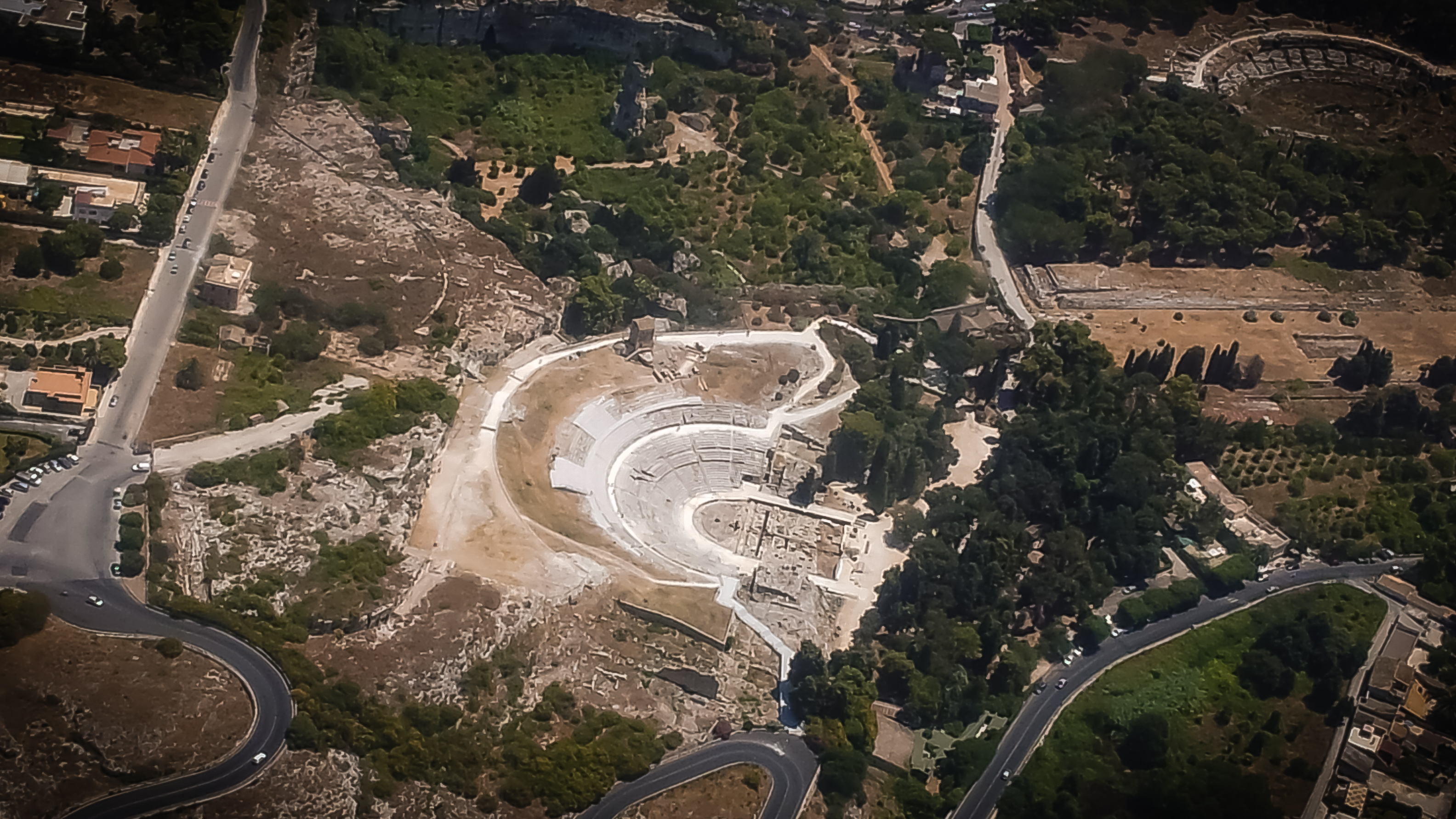
Vue aérienne

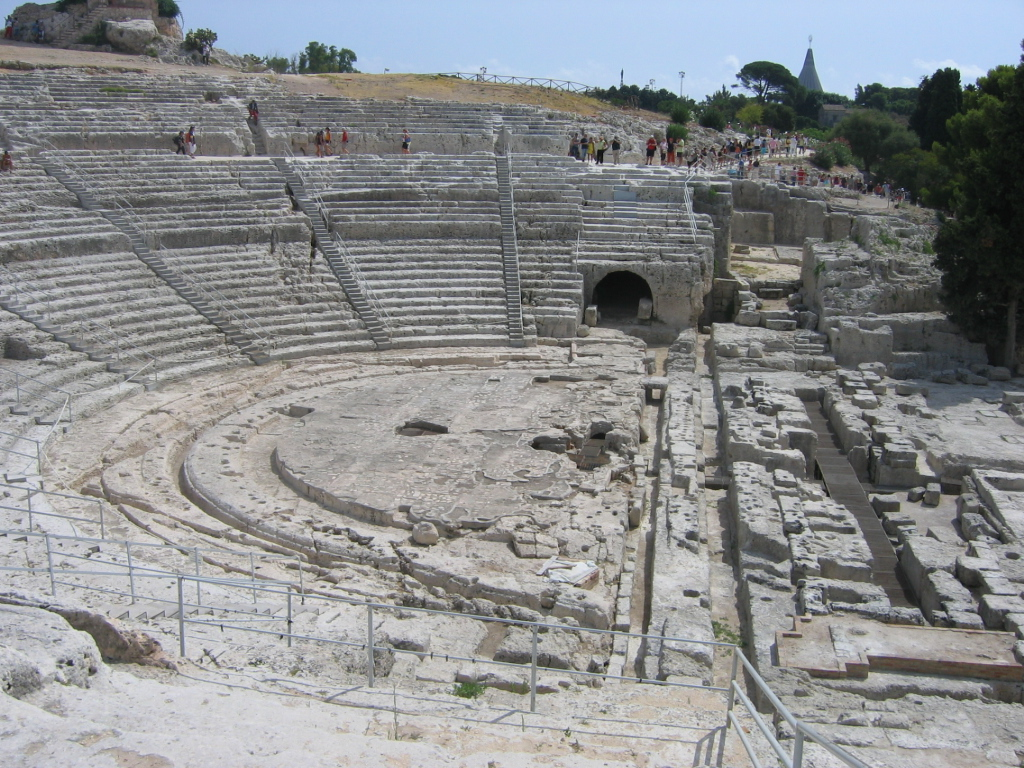
Théâtre grec de Syracuse.

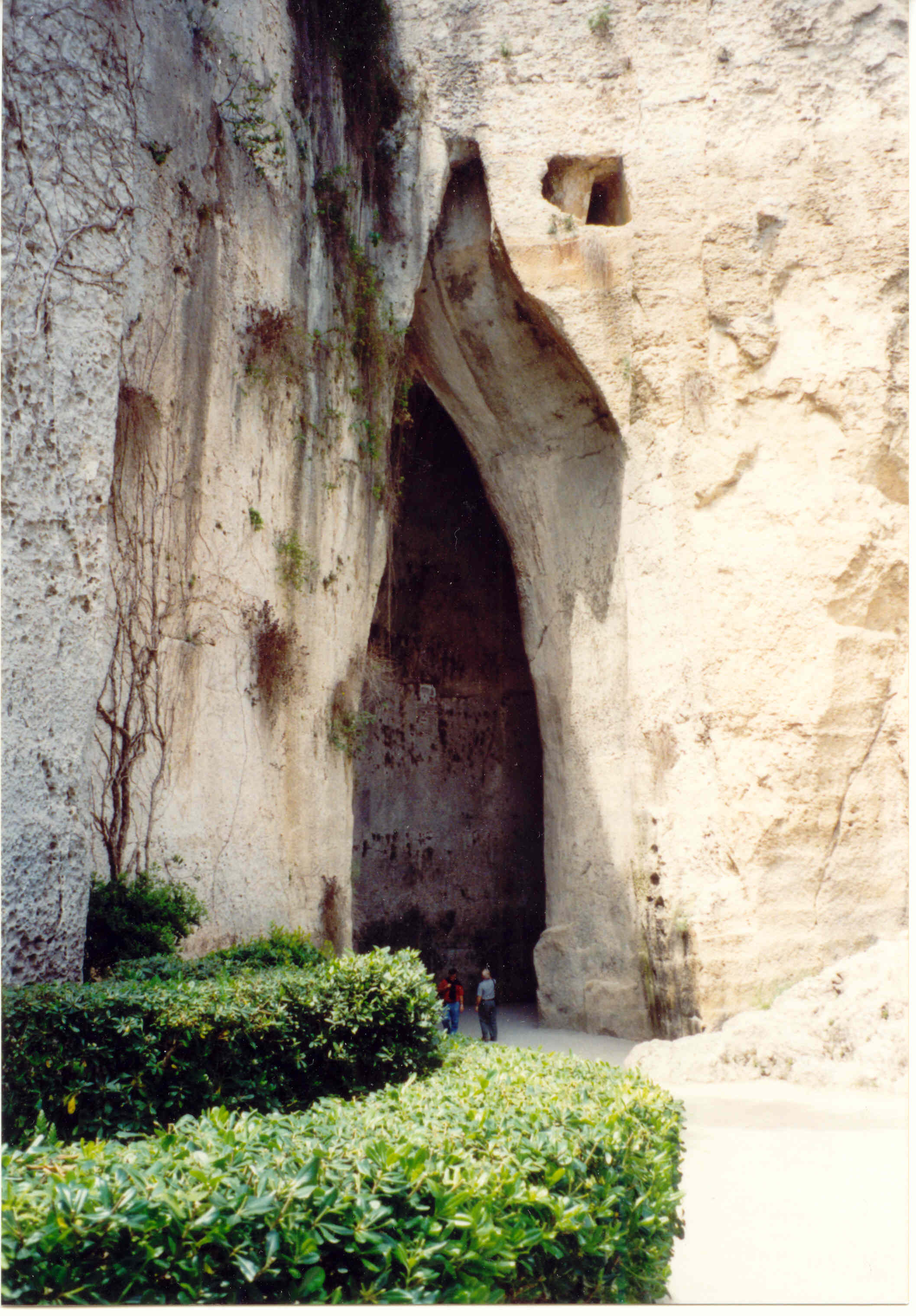
Latomies : l'Oreille de Denys.

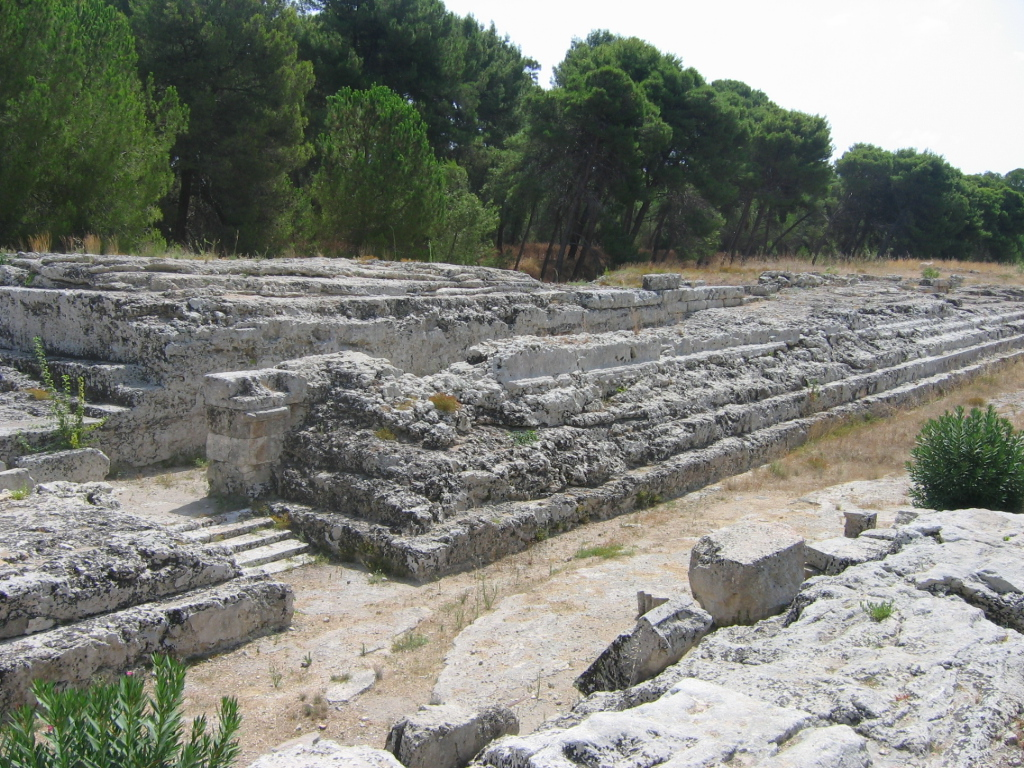
Autel de Hiéron.

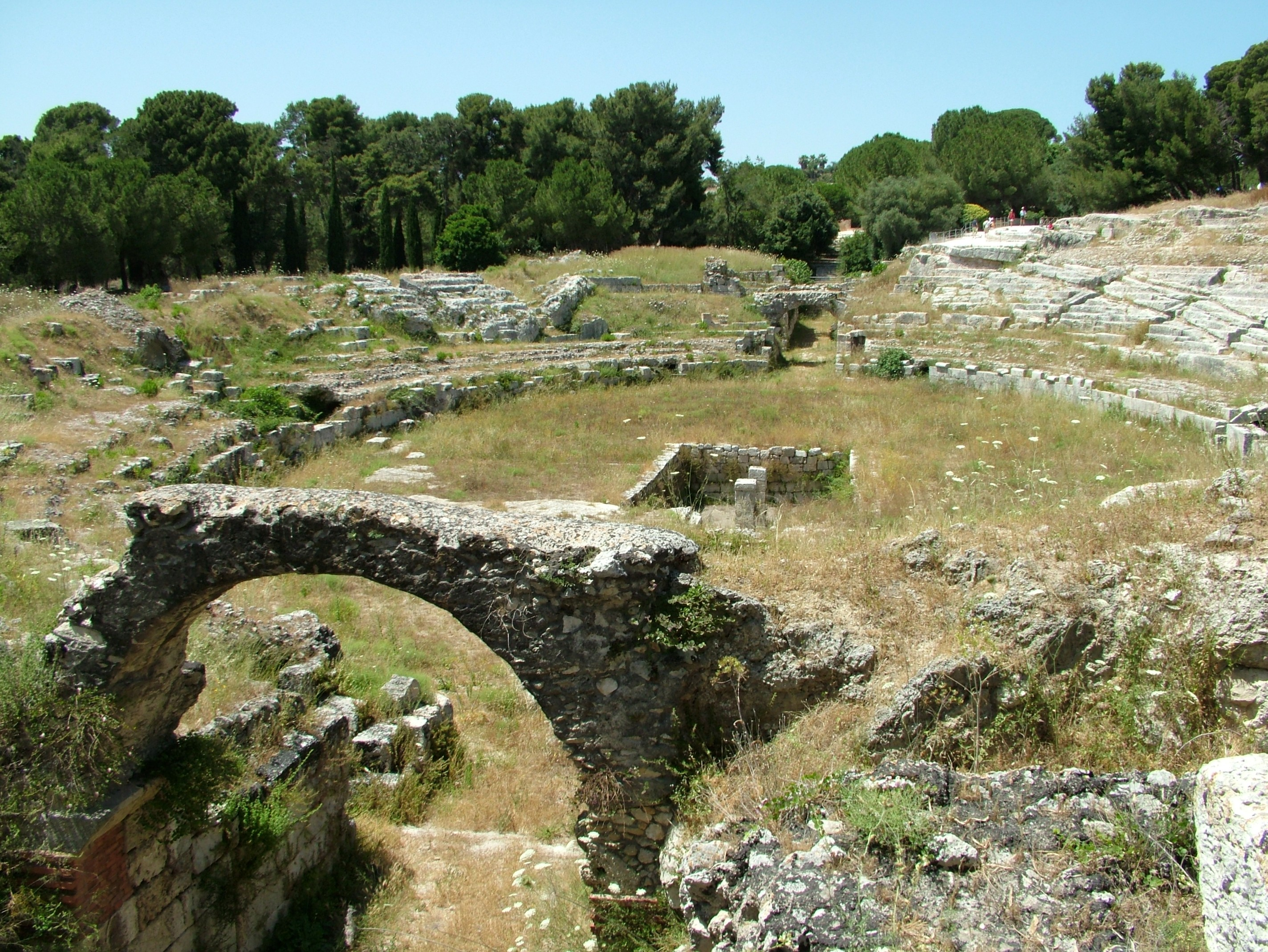
Amphithéâtre romain.

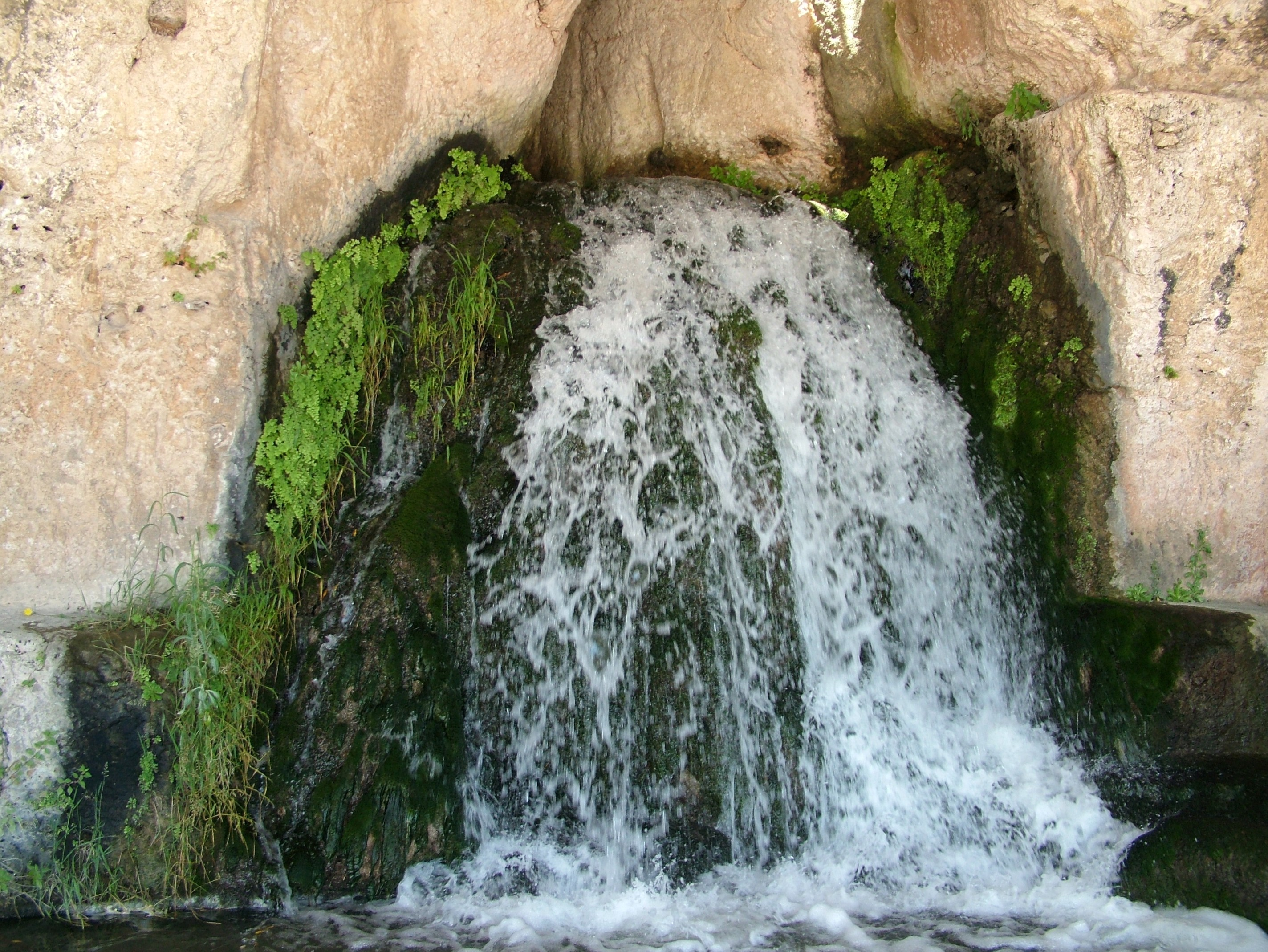
Le nymphée.

Le parc archéologique de Néapolis (en italien Parco archeologico della Neapoli) à Syracuse, rassemble, dans la partie nord de la cité antique, le théâtre grec, le sanctuaire d'Apollon Téménite, l'autel de Hiéron II, l'amphithéâtre romain, les différentes Latomies (carrières antiques) et des nécropoles. 
Le parc archéologique a été aménagé au cours des années 1950, sous la responsabilité de Luigi Bernabò Brea, surintendant aux Antiquités de Sicile orientale.

## Théâtre grec
L'existence de l'immense théâtre d'une blancheur éblouissante (138 m de diamètre) est attestée dès le Ve siècle av. J.-C. La cavea est creusée à même la roche, au lieu des habituels gradins rapportés, en pierre ou en bois. Il en résulte une structure indestructible, ayant conservé l'ensemble de ses neuf divisions et de son diazôma.
Le théâtre paraît très plat, comparé aux grandes réalisations d'Épidaure, d'Athènes ou de Pergame — ce dernier étant le plus vertigineux de tous. La dénivellation n'est ici que de 19 mètres, tirant le meilleur parti du profil de la colline.
Les Romains ont profondément transformé la scène et l'orchestre, de manière à les adapter à leurs conceptions du spectacle et de l'art dramatique. Un bâtiment de scène à trois étages fut construit là où, dans les âges helléniques, on se contentait d'une structure légère en bois.

## Les Latomies
Les Latomies sont des carrières de pierre antiques, creusées en sous-sol, largement effondrées sous l'effet des tremblements de terre, le plus destructeur étant survenu au XVIe siècle. La Latomia del Paradiso est la plus célèbre et la plus visitée : les galeries sont soutenues par d'immenses piliers. La pittoresque « Oreille de Denys » marque l'endroit où, dit-on, le tyran Denys l'Ancien venait écouter les conversations de ses prisonniers. Les galeries atteignent à cet endroit une hauteur de 23 m et des largeurs de couloirs d'une dizaine de mètres.
Généralement, les autres latomies sont fermées, officiellement pour cause de sécurité, mais on peut en admirer, depuis les hauteurs, le chaos et la verdure d'un aspect sauvage.

## Autel de Hiéron II
De l'immense autel de Hiéron II, construit entre -241 et -215, il ne reste qu'un long soubassement en ligne droite, de 198 × 22 m, taillé dans la roche. Tout le reste a été réutilisé au XVIe siècle pour édifier les fortifications espagnoles de la ville.

## Autres vestiges
Le sanctuaire d'Apollon Temenite, dont les ruines sont assez peu significatives, se trouve à l'ouest du théâtre. Un peu plus loin, on peut voir des sarcophages et un nymphée.